# Ferdinand Huycklaan
De Ferdinand Huycklaan is een straat in de Utrechtse plaats Baarn. De straat loopt glooiend af van de Waldeck Pyrmontlaan naar de Van Heemstralaan. De laan is onderdeel van het Wilhelminapark. De laan is genoemd naar de hoofdpersoon uit De lotgevallen van Ferdinand Huyck van schrijver Jacob van Lennep. Van Lennep maakte een voetreis van Amersfoort naar Amsterdam waarbij ook de omgeving werd beschreven. Ook enkele andere straten namen in de wijk verwijzen naar namen uit die roman. 
Nadat in 1874 Baarn een station aan de spoorlijn naar Amsterdam kreeg werd er door rijke Amsterdammers grond gekocht om een villa op te laten bouwen. De laan is waarschijnlijk ontstaan langs een stroompje dat uitmondde in de vroegere Zuiderzee. Het pad langs dat stroompje werd later bestraat.
De eerste woningen verrezen in 1895. Bekende vroege bewoners van de straat waren mr. Arnold Fockema Andreae in villa Zonheuvel en Allard Pierson sr. in villa Intimis. Vanaf 1920 werden zeventien dubbelwoningen gebouwd, waardoor het aantal woningen aan de laan verdriedubbelde. De woningen waren bestemd voor mensen uit de middenstand. Vijf blokken van twee woningen kwamen aan de oostzijde en twaalf dubbele woningen aan de westzijde. De huizen werden ontworpen door architect Louis Hubert Bours, in opdracht van woningbouwvereniging De Zonnebloem. De ingemetselde gevelsteen op nummer 13 is versierd met een opgaande zon en vier zonnebloemen. De dubbelwoningen aan de glooiende groene laan doen denken aan Engelse landhuisjes Veel van de huizen zijn later wit bepleisterd.
Een aantal woningen werd aangekocht door het bestuur van Het Baarnsch Lyceum, dat de woningen verhuurde aan docenten.  Doordat de huizen grensden aan het landgoed Voor-Eng, later Benthuijs, hadden de bewoners aan de oostelijke zijde geen achterburen. Vanaf de Ferdinand Huycklaan liepen zijwegen en paden naar het Benthuijs aan de Eemnesserweg, naar molen aan ’t Hoogt aan de tegenwoordige Jacob van Lenneplaan en naar de personeelswoningen van huize Intimis.
In 1900 werd aan de laan de Westerschool gebouwd met een woning voor schoolhoofd Teunis Pluim. Toen de school in 1932 was opgeheven door een tekort aan leerlingen werd in het schoolgebouw sigarenfabriek Tingana gevestigd. Nadat de fabriek in 1966 was vertrokken en het gebouw gebruikt werd door andere bedrijven brandde het pand in 1980 af. Op de plek verrees nadien een blok van twee woonhuizen.

## Gemeentelijke monumenten
Bij de inventarisatieronde in 2023 werden 36 panden aan de laan toegevoegd aan de lijst van gemeentelijke monumenten in Baarn. Het betrof de veelal dubbele landhuisjes met meerdere adressen. .